# Crescent Head
Crescent Head är en ort i Australien. Den ligger i kommunen Kempsey och delstaten New South Wales, i den sydöstra delen av landet, omkring 340 kilometer nordost om delstatshuvudstaden Sydney. Antalet invånare är 1 969.
Närmaste större samhälle är Kempsey, omkring 18 kilometer nordväst om Crescent Head. Genomsnittlig årsnederbörd är 1 608 millimeter. Den regnigaste månaden är februari, med i genomsnitt 287 mm nederbörd, och den torraste är september, med 37 mm nederbörd.